# 新竹縣北埔鄉立圖書館
新竹縣北埔鄉立圖書館為新竹縣北埔鄉成立的公共圖書館，隸屬於北埔鄉公所。舊館原位於北埔鄉秀巒山山腰，2004年12月啟用新館，與北埔鄉衛生所、老人文康中心共用建築，圖書館位於4、5樓。